# ハーバート・ジョージ・ブルーマー
ハーバート・ジョージ・ブルーマー（Herbert George Blumer、1900年3月7日 - 1987年4月13日）は、アメリカを代表する社会学者、社会心理学者。主として、集合行動論とシンボリック相互作用論の分野で功績を残す。ミズーリ州セントルイス生まれ。

## 経歴
その業績は大別して、1）集合行動論、2）シンボリック相互作用論、3）社会科学方法論の3分野に分けられる。第46代アメリカ社会学会会長（1956年）。ロバート・パークの集合行動論を体系化し、ジョージ・ハーバート・ミードの思想をもとにシンボリック相互作用論のパースペクティブを構築、プラグマティズム哲学を根底に据えた社会科学方法論（自然的探究法／感受概念論）を展開した。
ミズーリ大学でチャールズ・エルウッドのもと修士の学位を得た後（Theory of Social Revolutions）、しばらくのあいだ同大で講師（instructor）を務める。その後シカゴ大学大学院に進学し、「シカゴ・カーディナル」でプロ・フットボール選手を務めつつ、ロバート・フェアリスのもと博士（社会学）の学位を取得する（Method in Social Psychology）。シカゴ大学には27年間奉職した。
1952年、新設のカリフォルニア大学バークレー校の社会学科（Sociology Department）に教授として赴任する。その後、ユナイテッド・ステーツ・スチール・コーポレーションの調停委員会の議長を務め、そこで労使関係のノウハウを習得したとされる。
1983年にアメリカ社会学会より、Award for a Career of Distinguished Scholarshipを授与される。1987年4月13日他界。
「社会学のシカゴ学派 The Chicago School of Sociology」の第3世代に位置し、同期のE.C.ヒューズやL.ワース等とともに後進の指導に携わった。その弟子筋は一般に「第4世代」「第2次シカゴ学派」「ネオ・シカゴ学派」などと呼ばれ、そのなかには、タモツ・シブタニ、R.H.ターナー、A.L.ストラウス、H.S.ベッカー、E.ゴッフマン、M.ジャノヴィッツ等がいる。
日本では、船津衛がいち早く彼（及び彼ら）の理論と方法論に着目し、その紹介と検討を試みた。

## 日本語訳著書
- 『生活史の社会学――ヨーロッパとアメリカにおけるポーランド農民』（御茶の水書房, 1983年）[4]。
- 『シンボリック相互作用論――パースペクティヴと方法』（勁草書房, 1991年）。
- 『産業化論再考――シンボリック相互作用論の視点から』（勁草書房, 1995年）。
- 「集合行動としての社会問題」『経済学論集』第66号（鹿児島大学経済学会,  2006年）。

## 日本語文献
- 船津衛、1976年『シンボリック相互作用論』恒星社厚生閣（第2章第1節）。
- 片桐雅隆編、1989年『意味と日常世界』世界思想社（第4章）。
- 船津衛・宝月誠編、1995年『シンボリック相互作用論の世界』恒星社厚生閣（第4章、第8章）。
- 船津衛、1999年『アメリカ社会学の展開』恒星社厚生閣（第9章、第10章、第11章）。
- 桑原司、2000年『社会過程の社会学』関西学院大学出版会BooKPark。
- 船津衛・安藤清志編、2002年『自我・自己の社会心理学』北樹出版（第2章）。
- 内田健、2003年「H・ブルーマーにおける『概念』の問題」日本社会学史学会『社会学史研究[5]』第25号。
- 中野正大・宝月誠編、2003年『シカゴ学派の社会学』世界思想社（第10章第2節）。
- 内田健、2004年「知の『広さ』／知の『深さ』」『新潟大学大学院現代社会文化研究科「現代の社会と文化の変容に関する超域的研究」プロジェクト』第2号。
- 井上俊・伊藤公雄編、2011年『自己・他者・関係〔社会学ベーシックス第1巻〕』世界思想社（第5章）。
- Tsukasa Kuwabara and Ken'ichi Yamaguchi, 2013, An Introduction to the Sociological Perspective of Symbolic Interactionism, The Joint Journal of the National Universities in Kyushu, Education and Humanities, 1(1): 1-11.